# Hussein Saeed
Pour les articles homonymes, voir Saeed.
Hussein Saeed Mohammed (né le 21 janvier 1958 à Bagdad) est un footballeur irakien évoluant au poste d'avant-centre. Il a effectué toute sa carrière dans le club irakien de Al Talaba Bagdad (889 matchs pour 785 buts, de 1975 à 1989).
Cet international irakien  est, avec 126 sélections, le second joueur ayant été le plus sélectionné en équipe d'Irak. Avec 78 buts, il détient également le record du nombre de buts inscrits en sélection nationale.
Il a participé au Mondial 1986, au Mexique, la seule Coupe du monde où l'Irak était qualifiée.
Il est actuellement président de la Fédération irakienne de football.